# Giannīs Loukinas
Giannīs Loukinas (in greco Γιάννης Λουκίνας?; Atene, 20 settembre 1991) è un calciatore greco, attaccante dell'Athens Kallithea.

## Carriera

### Club
Prodotto delle giovanili dell'Agia Paraskevi, ha trascorso la maggior parte della sua carriera tra la massima serie e la quarta divisione greca. Nella massima divisione greca ha vestito le maglie di Paniōnios, Īraklīs e PAS Giannina, per un totale di 29 presenze e una rete.

### Nazionale
Nel 2009 ha giocato due partite con la nazionale greca Under-19.

## Statistiche

### Presenze e reti nei club
Statistiche aggiornate al 5 maggio 2022.
| Stagione         | Squadra          | Campionato       | Campionato | Campionato | Coppe nazionali | Coppe nazionali | Coppe nazionali | Coppe continentali | Coppe continentali | Coppe continentali | Altre coppe | Altre coppe | Altre coppe | Totale | Totale |
| Stagione         | Squadra          | Comp             | Pres       | Reti       | Comp            | Pres            | Reti            | Comp               | Pres               | Reti               | Comp        | Pres        | Reti        | Pres   | Reti   |
| ---------------- | ---------------- | ---------------- | ---------- | ---------- | --------------- | --------------- | --------------- | ------------------ | ------------------ | ------------------ | ----------- | ----------- | ----------- | ------ | ------ |
| 2009-2010        | Paniōnios        | SL               | 2          | 0          | CG              | 0               | 0               |                    | -                  | -                  |             | -           | -           | 2      | 0      |
| 2011-2012        | Nikī Volo        | FL2              | 24         | 4          | CG              | 0               | 0               |                    | -                  | -                  |             | -           | -           | 24     | 4      |
| 2012-2013        | Fōkikos          | FL               | 26         | 3          | CG              | 0               | 0               |                    | -                  | -                  |             | -           | -           | 26     | 3      |
| 2013-2014        | AO Chania        | FL               | 34         | 9          | CG              | 1               | 0               |                    | -                  | -                  |             | -           | -           | 35     | 9      |
| 2014-2015        | Īraklīs          | FL               | 29         | 15         | CG              | 7               | 0               |                    | -                  | -                  |             | -           | -           | 36     | 15     |
| 2015-2016        | Īraklīs          | SL               | 13         | 0          | CG              | 4               | 1               |                    | -                  | -                  |             | -           | -           | 17     | 1      |
| 2016-2017        | Īraklīs          | SL               | 13         | 1          | CG              | 3               | 1               |                    | -                  | -                  |             | -           | -           | 16     | 2      |
| Totale Īraklīs   | Totale Īraklīs   | Totale Īraklīs   | 55         | 16         |                 | 14              | 2               |                    | -                  | -                  |             | -           | -           | 69     | 18     |
| 2017-2018        | Karaïskakīs      | FL               | 29         | 11         |                 | -               | -               |                    | -                  | -                  |             | -           | -           | 29     | 11     |
| 2018-feb. 2019   | PAS Giannina     | SL               | 1          | 0          | CG              | 2               | 4               |                    | -                  | -                  |             | -           | -           | 3      | 4      |
| feb.-giu. 2019   | Platanias        | FL               | 15         | 10         | CG              | -               | -               |                    | -                  | -                  |             | -           | -           | 15     | 10     |
| 2019-2020        | Platanias        | SL2              | 19         | 10         | CG              | 2               | 1               |                    | -                  | -                  |             | -           | -           | 21     | 11     |
| Totale Platanias | Totale Platanias | Totale Platanias | 34         | 20         |                 | 2               | 1               |                    | -                  | -                  |             | -           | -           | 36     | 21     |
| 2020-2021        | NPS Veria        | FL               | 17         | 9          |                 | -               | -               |                    | -                  | -                  |             | -           | -           | 17     | 9      |
| 2021-2022        | Kalamata         | SL2              | 29         | 20         | CG              | 0               | 0               |                    | -                  | -                  |             | -           | -           | 29     | 20     |
| Totale carriera  | Totale carriera  | Totale carriera  | 251        | 92         |                 | 19              | 7               |                    | -                  | -                  |             | -           | -           | 270    | 99     |

## Palmarès

### Club

#### Competizioni nazionali
- Souper Ligka Ellada 2: 1

Athens Kallithea: 2023-2024 (gruppo B)